# آیین سریانی شرقی

صلیب آیین سریانی شرقی

آیین سریانی شرقی (انگلیسی: East Syriac Rite) یک آیین مذهبی مسیحیت شرقی است که از مراسم مذهبی مقدسین آدای و ماری و گویش زبان سریانی به عنوان زبان مقدس خود استفاده می‌کند. این یکی از دو مناسک مذهبی اصلی مسیحیت سریانی است، دیگری آیین سریانی غربی (آیین سوری-آنتیوشن) است.